# 7.º distrito congresional de Illinois
El 7.º distrito congresional es un distrito congresional que elige a un Representante para la Cámara de Representantes de los Estados Unidos por el estado de Illinois.  Según la Oficina del Censo, en 2011 el distrito tenía una población de 625 018 habitantes. Actualmente el distrito está representado por el Demócrata Danny K. Davis.

## Geografía
El 7.º distrito congresional se encuentra ubicado en las coordenadas 41°51′48″N 87°43′56″O / 41.86333, -87.73222.

## Demografía
Según la Oficina del Censo de los Estados Unidos, en 2011 había 625 018 personas residiendo en el 7.º distrito congresional. De los 625 018 habitantes, el distrito estaba compuesto por 230 534 (36.9%) blancos; de esos, 223 593 (35.8%) eran blancos no latinos o hispanos. Además 324 784 (52%) eran afroamericanos o negros, 1 031 (0.2%) eran nativos de Alaska o amerindios, 38 211 (6.1%) eran asiáticos, 193 (0%) eran nativos de Hawái o isleños del Pacífico, 28 468 (4.6%) eran de otras razas y 8 738 (1.4%) pertenecían a dos o más razas. Del total de la población 55 690 (8.9%) eran hispanos o latinos de cualquier raza; 34 891 (5.6%) eran de ascendencia mexicana, 11 268 (1.8%) puertorriqueña y 1 129 (0.2%) cubana. Además del inglés, 2 356 (7.7%) personas mayor a cinco años de edad hablaban español perfectamente.
El número total de hogares en el distrito era de 259 942, y el 51.4% eran familias en la cual el 21.8 tenían menores de 18 años de edad viviendo con ellos. De todas las familias viviendo en el distrito, solamente el 28.2% eran matrimonios. Del total de hogares en el distrito, el 5.3 eran parejas que no estaban casadas, mientras que el 0.6% eran parejas del mismo sexo. El promedio de personas por hogar era de 2.31. 
En 2011 los ingresos medios por hogar en el distrito congresional eran de US$49 955, y los ingresos medios por familia eran de US$89 104. Los hogares que no formaban una familia tenían unos ingresos de US$129 683. El salario promedio de tiempo completo para los hombres era de US$56 877 frente a los US$48 815 para las mujeres. La renta per cápita para el distrito era de US$33 420. Alrededor del 21.5% de la población estaban por debajo del umbral de pobreza.